# ONESWING
ONESWING（ワンスウィング）とは、電子辞書の標準フォーマットEPWINGの後継規格。高速な全文検索を特徴としている。